# Anatoli Wassiljewitsch Solowjow
Anatoli Wassiljewitsch Solowjow (russisch Анатолий Васильевич Соловьёв, wiss. Transliteration Anatolij Vasil'evič Solov'ëv; * 14. März 1922 in Dankow, Russische SFSR; † 6. Januar 2000 in Moskau) war ein sowjetischer und russischer Theater- und Kinoschauspieler.

## Leben
Bereits 1939 im Alter von 17 Jahren hatte Solowjow seinen ersten Kinofilmauftritt in der Komödie Das Mädchen mit Charakter (Девушка с характером). Es folgte ein weiterer Auftritt im Film Suworow (Суворов) bevor Solowjow als Soldat in den Großen Vaterländischen Krieg einberufen wurde. Nach dem Ende des Krieges besuchte Solowjow die Russische Akademie für Theaterkunst, an der er im Jahr 1949 abschloss. Im Anschluss spielte er bis zum Jahr 1956 im Moskauer Dramatheater M. N. Jermolowa (Московский драматический театр им. М. Н. Ермоловой). Von 1959 bis 1993 war er Mitglied des Theaterstudio der Kinoschauspieler (Театра-студии киноактёра) in Moskau. Zum Ende der 1950er Jahre begann Solowjows Durchbruch als Kinoschauspieler. In seinem Filmrollen verkörperte er oft die Rolle des Helden. Populär wurde Solowjow vor allem durch seine Rolle des Matrosen Gratschjow im Film TschP. Tschreswytschainoje proisschestwije (ЧП. Чрезвычайное происшествие) aus dem Jahr 1958. Im Jahr 1968 spielte er bei der DEFA eine Hauptrolle in Konrad Wolfs Ich war neunzehn. Mit Beginn der 1980er Jahre war Solowjow nur noch in wenigen Kinofilmen zu sehen.
Anatoli Solowjow starb 2000 in Moskau. Seine Urne befindet sich in einem Kolumbarium auf dem Wagankowoer Friedhof.

## Auszeichnungen
Solowjow erhielt 1976 die Auszeichnung Verdienter Künstler der RSFSR (Заслуженный артист РСФСР).

## Filmografie (Auswahl)
- 1937: Das Mädchen mit Charakter (Девушка с характером)
- 1941: Suworow (Суворов)
- 1954: Der Weltmeister (Чемпион мира)
- 1957: Der Ringer und der Clown (Борец и клоун)
- 1958: TschP. Tschreswytschainoje proisschestwije (ЧП. Чрезвычайное происшествие)
- 1960: Brot und Rosen (Хлеб и розы)
- 1962: Die Bewährung (Коллеги)
- 1968: Ich war neunzehn
- 1969: Befreiung (Освобождение)
- 1973: Tschelowek w schtatskom (Человек в штатском)
- 1974: Front ohne Flanken (Фронт без флангов)
- 1975: Wenn die Erde bebt (Когда дрожит земля)
- 1976: Till Ulenspiegel (Легенда о Тиле)
- 1977: Garmonija (Гармония)
- 1978: Golubka (Голубка)
- 1982: Sljosy Kapali (Слёзы капали)
- 1998: Sotschinenije ko dnju Pobedy (Сочинение ко Дню Победы)